# NGC 1723
NGC 1723 est une galaxie spirale barrée située dans la constellation de l'Éridan. NGC 1723 a été découverte par l'astronome allemand Wilhelm Tempel en 1882.

## Caractéristiques
Sa vitesse par rapport au fond diffus cosmologique est de 3 729 ± 7 km/s, ce qui correspond à une distance de Hubble de 55,0 ± 3,9 Mpc (∼179 millions d'al).
À ce jour, quatre mesures non basées sur le décalage vers le rouge (redshift) donnent une distance de 42,200 ± 6,275 Mpc (∼138 millions d'al), ce qui est légèrement à l'extérieur des valeurs de la distance de Hubble. Notons cependant que c'est avec la valeur moyenne des mesures indépendantes, lorsqu'elles existent, que la base de données NASA/IPAC calcule le diamètre d'une galaxie et qu'en conséquence le diamètre de NGC 1723 pourrait être d'environ 54,2 kpc (∼177 000 al) si on utilisait la distance de Hubble pour le calculer.
La classe de luminosité de NGC 1723 est I et elle présente une large raie HI.

## Groupe de NGC 1723

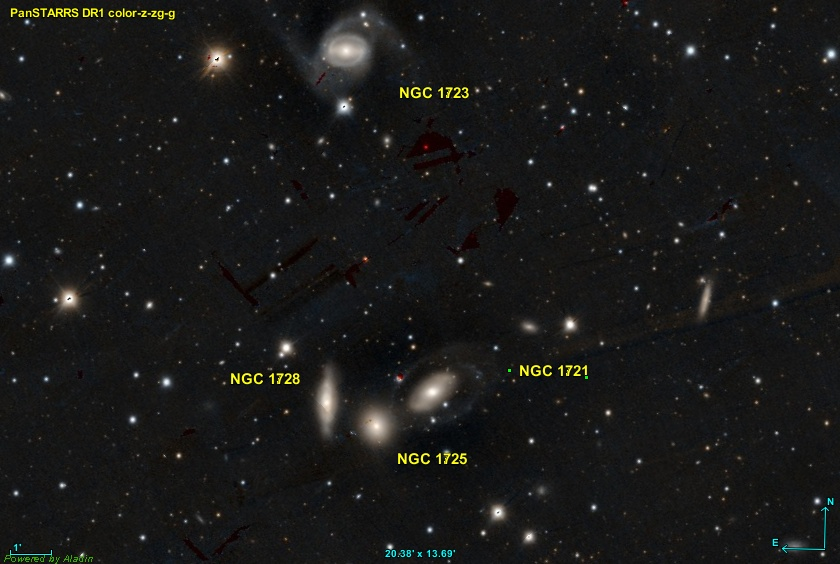
Le groupe de galaxies de NGC 1723

NGC 1723 est la plus grosse galaxie  et la plus brillante d'un groupe de galaxies qui porte son nom. Le groupe de NGC 1723 comprend au moins 4 galaxies. Les trois autres galaxies sont NGC 1721, NGC 1725 et NGC 1728. Dans un article publié en 1993, A.M. Garcia fait mention de deux galaxies appartenant à un groupe qu'il nomme groupe de NGC 1721. Avec NGC 1721, il n'inclut que deux autres galaxies à ce groupe, soit NGC 1728 et MCG -2-13-21. La vitesse radiale indiquée par Garcia dans son article pour MCG -2-13-21 est de 4 447 km/s. Or, la vitesse radiale de cette galaxie est plutôt de 4 533 km/s, ce qui la place à 66,6 ± 4,7 Mpc (∼217 millions d'al) de la Voie lactée. 
Trois galaxies sont à des distances similaires, soit NGC 1723, NGC 1725 et NGC 1728, pour une distance moyenne d'environ 55,8 Mpc (∼182 millions d'al). Les deux autres galaxies (NGC 1721 et MCG -2-13-21) sont à un peu plus de 66 Mpc de ces trois dernières. Il semble donc que le groupe de NGC 1723 ne comprend que trois galaxies et que les deux autres, un peu trop éloignées, forment une paire de galaxies.